# 許建德
許建德 (Jonathan Hui Kin-Tak)是一位香港商人、賽車手。他是香港企業家，中建企業前董事會主席許世勳的孫兒、許晉乾的兒子。 許建德和許晉亨、許建中也是BRADFORD ENTERPRISES LIMITED的董事。 2021年10月30日，許建德與Chris Froggatt獲得GT世界挑戰賽歐洲賽Pro-Am組別的年度車手總冠軍，許建德本人更成為首位獲得GT世界挑戰賽歐洲賽組別總冠軍的香港車手。

## 賽車生平
許建德於1996 年左右初次於加拿大接觸賽車，由賽道日開始發掘到自己對這種運動產生興趣。直到2000年，他回到香港並正式接受國內當時十分盛行的康巴斯方程式培訓，於2004年首次參加全年度的Super Car Challenge(其後改名為 Asia GT)，他採用的戰車是一部Subaru WRX，面對的對手都是駕駛法拉利360CS、保時捷911等跑車。但在不斷的努力下，他利用一部日本跑車於第五回合首次站上頒獎台，取得季軍。
2018年1月14日，由余嘯峰、區天駿、許建德及澳門車手謝榮鍵組成的BLACK FALCON Team TMD Friction車隊收穫好成績，他們駕駛Mercedes-AMG GT4戰車同時出戰GT4組賽事，最終以548圈收穫GT4組第三名殊榮，總排名31。
在2018年年中，為了2019年1月的比賽，許建德親身前往從未駕駛過的賽道，包括意大利的 Monza、法國的 Paul Ricard 及比利時的 Spa- Francorchamps，並聘請教練為他提供重點培訓。同時也向歐陽若曦請教駕駛賽車模擬器，為每一次前往不同賽道前備課。

### 2020年
2020年9月13日，香港車手許建德與著名的前F1車手，曾贏得三次F1分站冠軍的費斯捷拿，駕駛92號Sky Tempesta Racing法拉利488 GT3 Evo戰車，挑戰Pro-Am組別比賽。他首次參加GT世界挑戰賽歐洲賽衝刺賽，便在著名的法國賽道Magny-Cours連奪兩場分站勝利。
2020年9月18-19日，於法國勒芒舉行的「勒芒之路」比賽中，許建德與Chris Froggatt合作，輪流駕駛Sky Tempesta Racing的法拉利488 GT3 Evo賽車，在兩節排位賽分別排GT3組別第7和第5，二人在首回合的正賽中取得第4名，並在次回合比賽中取得季軍，成功登上勒芒賽道的頒獎台。首次參賽便取得三甲的成績。
許建德於同年10月24-25日舉行的比利時斯帕24小時耐力賽中與3名隊友Chris Froggatt、Edward Cheever及前F1車手費斯捷拿聯手出戰Pro-Am組別，4人輪流駕駛93號Sky Tempesta Racing車隊法拉利 488 GT3 Evo戰車取得亞軍，成為該賽事自1924年舉辦以來，首位取得三甲名次的香港車手。

### 2021年
2021年5月29日，許建德與兩名隊友Chris Froggatt和Eddie Cheever III駕駛法拉利 488 GT3戰車，於法國保羅里卡德賽道舉行的1000公里耐力賽Pro-Am組別成功奪冠，今次的勝利令Sky Tempesta Racing車隊保持爭奪全年度總冠軍的希望，現時車隊於積分榜上累積39分，在組別中排第3位。
7月31日至8月1日，許建德和其Sky Tempesta Racing隊友Chris Froggatt和Eddie Cheever III，另外加入了富有經驗的意大利車手Matteo Cressoni，挑戰享負盛名的比利時斯帕24小時耐力賽。車隊遺憾地在最後一小時，因為突如其來的雷雨而被超越，最終以第四名衝線完成。不過在總成績方面，Sky Tempesta Racing車隊則取得足夠的積分，以17分的優勢升上耐力賽Pro-Am組的榜首。
9月5日，許建德聯同其所屬車隊Sky Tempesta Racing隊友Rino Mastronardi和Chris Froggatt，在GT世界挑戰賽歐洲賽耐力賽於德國紐布靈GP賽道進行的本季倒數第2站比賽中，從後趕上，最終以第2名衝線獲得亞軍。憑藉本站的第2名成績，Sky Tempesta Racing獲得19分，成功擴大Pro-Am組別積分榜上的領前優勢。
2021年賽季的GT世界挑戰賽歐洲賽耐力賽於10月10日進行閉幕戰。Sky Tempesta Racing車隊集港將許建德、Chris Froggatt及Rino Mastronardi與Eddie Cheever III之力，成功從13支參賽的世界級隊伍中脫穎而出，在經歷5站於歐洲的巡迴賽事後，成功鎖定Pro-Am組別的賽季年度總冠軍。除此以外，許建德與Froggatt亦獲得耐力賽Pro-Am組別的年度車手總冠軍，許建德更成為首位獲得GT世界挑戰賽歐洲賽組別總冠軍的香港車手。

### 2022年
7月30-31日，年度重頭耐力賽大戰，比利時斯帕24小時耐力賽結束。許建德所駕駛的93號 Sky Tempesta Racing 平治-AMG GT3 戰車成功拿下金盃賽季軍。不過，另一名本港好手區天駿（Antares）則於比賽進行3小時與許建德的賽車發生碰撞，無奈需提早退出比賽。賽後，許建德遺憾地說：「能夠在斯帕24小時賽上登上頒獎台本是一件值得高興的事，可是我因誤會比賽已重新開始而犯了一個錯誤，導至我撞上好友，另一名香港車手區天駿而令對方需要退出。這次意外完全是我的責任，我由衷的向區天駿以及其餘所有 Herberth Motorsport 的車隊成員致歉。」

### 2023年
許建德將聯同謝榮鍵將與澳洲車手Ross Poulakis組成三人團隊，駕駛Harrolds Volante Rosso Motorsport車隊的101號平治-AMGGT3戰車，參加澳洲年度重頭耐力賽大戰─2023 年巴瑟斯特12小時耐力賽（Bathurst 12 Hour）。這場國際大賽同時亦是2023年洲際GT挑戰賽的第一站賽事，比賽將於2月3日至5日在澳洲帕諾拉馬山賽道舉行。
6月5日，GT世界挑戰賽歐洲賽耐力賽第二回合，假保羅里卡德賽道舉行法國站的比賽。許建德憑着出色發揮，與兩名隊友Chris Froggatt和Eddie Cheever III一同帶領93號的Sky Tempesta Racing麥拿侖 720S GT3 Evo賽車，成功奪得季軍。

## 外部連結
- 許建德官方Instagram
- Sky Tempesta車隊 許建德車手檔案 （页面存档备份，存于）
- GT世界挑戰歐洲賽官方網站 許建德車手檔案 （页面存档备份，存于）